# Izvoarele Sucevei
Izvoarele Sucevei è un comune della Romania di 2 356 abitanti, ubicato nel distretto di Suceava, nella regione storica della Bucovina. 
Il comune è formato dall'unione di 3 villaggi: Bobeica, Brodina, Izvoarele Sucevei.
Izvoarele Sucevei ha dato i natali al pittore Vasile Hutopilă (1953).